# Keita Matsumiya
Keita Matsumiya (松宮 圭太, Matsumiya Keita), Keita Matsumiya, né le 10 novembre 1980 à Kyoto) est un compositeur japonais de musique contemporaine.

## Biographie
Né en 1980 à Kyoto au Japon, Keita Matsumiya obtient un Master en installation sonore à l’Université des arts de Tokyo et deux Prix de composition et d’analyse musicale au Conservatoire national supérieur de musique et de danse de Paris où il poursuit ses études auprès de Frédéric Durieux, Gérard Pesson, Luis Naón, Michaël Levinas et Claude Ledoux. Il participe au Cursus 1 de composition et d’informatique musicale à l’Ircam ainsi qu’à la formation de composition du Centre Achantes. Il est un membre de l’Académie de France à Madrid de 2016 à 2017 pour une résidence artistique à la Casa de Velázquez et le lauréat de plusieurs concours tels que Takefu Composition Award 2010 au Japon, le Concours Destellos 2015 en Argentine.
Son catalogue s’étend de la musique instrumentale-vocale à la musique mixte et électroacoustique. En 2015, il reçoit une commande de la compagnie de danse Butō, Dairakudakan à Tokyo pour l’écriture d’une pièce électroacoustique de scène intitulée ASURA, et en 2017, une commande de l’Ensemble Regards à Paris avec le soutien de la SACEM pour KARURA, son projet chorégraphique-musical. Ses œuvres ont été jouées par l’Orchestre national de Lorraine, l’Ensemble TIMF, Camerata Stravaganza, Musica Universalis, l’Ensemble Regards, l’Orchestre des Lauréats du Conservatoire National Supérieur de Musique et de Danse de Paris, entre autres, et présentées lors de Festivals de renom tels que : Festival Mixtur à Barcelone, Festival Klangspuren à Schwaz, l’Académie internationale de saxophone de Bretagne, Festival international de musique de Tongyeong, Festival international de musique de Takefu, Tokyo Wonder Site, Festival Ars Musica à Bruxelles. Il est le professeur associé de nouvelle technologie et de composition à l'Université municipale de Nagoya à partir de 2024.

## Prix et récompenses
- 87e membre de l’Académie de France à Madrid, Casa de Velázquez (2016)[4]
- Mention au 8e Concours Destellos pour Soliton pour orchestre de chambre et électronique (2015)[5]
- 1er Prix au 8e Takefu Composition Award pour La glace s’étoile, s’enchaîne pour flûte et harpe (2010)[6]
- Boursier de la Fondation Meyer (2011)[2]
- Boursier de Rohm Music Foundation (2008)[7]

## Œuvres
La musique de Keita Matsumiya est publiée principalement par l’Édition tempéraments et BabelScores.
Œuvres pour la scène
- KARUA, musique électroacoustique pour danses et lumières (2017)
- ASUA, musique électroacoustique pour théâtres de danses (2015)

Ensemble
- Concertino pour guitare et ensemble (2017)
- La ros(é)e des vents pour flûte, clarinette, percussion, piano, violon, alto et violoncelle (2012 - 2013)
- Grain du temps pour orchestre de chambre  (2011)
- Para-doxa pour ensemble de cordes (2009)

Musique de chambre
- HIFUMI pour mezzo-soprano et piano (2017)
- Impromptu pour saxophone soprano (2016)
- Déviation II pour saxophone ténor, accordéon à quart-de-tons et violoncelle (2016)
- Déviation pour fagot ou saxophone baryton ou clarinette basse ou violoncelle et guitare (2015-2017)
- Silence, instant, récurrence pour piano (2013)
- IROHA pour soprano ou Utai et koto (2011)
- Dialogos pour saxophone baryton (2010)
- La glace s’étoile, s’enchaîne pour flûte et harpe (2010)
- Streptocarpus pour clarinette et piano (2010)
- Doxa-dogma pour trio à cordes (2009)
- Esquisse pour hautbois, alto et harpe celtique (2007)
- A l’ombre de… pour hautbois et trompette (2006)

Musique mixte
- La glace s’étoile, s’enchaîne pour flûte et électronique (révision en 2015)
- Soliton pour orchestre de chambre et électronique (2013)
- Photon Emission pour saxophone électronique (2013)
- Caprice pour alto et électronique (2012 - 2013)
- Hommage à D’Anglebert pour clavecin et électronique (2011)

Electroacoustique
- Les flots s’élèvent (2014)
- Morpho-flexionnel (2012)

## Discographie
- Compositeurs de la Casa de Velazquez - Keita Matsumiya (2017)
- Japon d'hier et d'aujourd'hui (Air Mail Music, 2015 – SA 141265)